# الحرب الروسية التركية (1828-1829)
الحرب الروسية التركية 1828-1829 هي الحرب التي أشعلتها حرب الاستقلال اليونانية. اشتعلت الحرب بعد أن أغلق السلطان العثماني مضيق الدردنيل في وجه السفن الروسية وخرق معاهدة أكرمان انتقاما للمشاركة الروسية في معركة نافارين.

## بداية العداوة
في بداية الحرب كانت الجيش الروسي المكون من 100,000 رجل تحت قيادة الإمبراطور نيكولاي الأول، بينما كانت القوات العثمانية تحت قيادة حسين باشا. في أبريل ومايو 1828 تحرك القائد العسكري الروسي الأمير بيتر فتجنشتاين إلى المقاطعات الرومانية ولاشيا ومولدوفيا. في يونيو 1828، عبرت القوات الروسية الرئيسية نهر الدانوب تحت قيادة الإمبراطور وتقدمت نحو دبروجة.
قام الروسيون بعد ذلك بحصار ثلاث قلاع عثمانية هامة حصارا طويلا والموجودة في بلغاريا الحديثة وهي: شوميا وفارنا وسليسترا. مع دعم أسطول البحر الأسود تحت قيادة ألاكسي غريغ، سقطت فارنا في 29 سبتمبر. سبب حصار شوميا العديد من المشاكل حيث فاقت أعداد الحامية العثمانية القوية والبالغة 40,000 رجل القوات الروسية. في حين أرهقت القوات التركية القوات الروسية، إلا أن العديد من الجنود الروسيين ماتوا من المرض أو الإنهاك, كانت الحملة محرجة بشكل كبير لروسيا والتي كانت تعتبر قوة عسكرية قوية، حيث اضطر الجنود إلى الانسحاب إلى مولدوفيا مع خسائر كبيرة وبدون الاستيلاء على شوميا أو سليسترا.

## تغيير المصير
مع اقتراب الشتاء، اضطر الجيش الروسي إلى مغادرة شوميا والتراجع إلى بيسارابيا. في فبراير 1829 تم استبدال فتجنشتاين الحريص بالجنرال الحماسي هانز كارل فون ديبتيش، وترك القيصر الجيش لسانت بطرسبيرج. في 7 مايو قام 60,000 جندي بقيادة المشير العسكري ديبتيش بعبور الدانوب وأكملوا حصار سليسترا. أرسل السلطان جيشا قويا مكونا من 40,000 جندي لفك الحصار عن فارنا التي انهزمت في معركة كوليفيشا في 30 مايو. بعد ثلاثة أسابيع، سقطت سليسترا في أيدي الروس.
في هذه الأثناء تقدم إيفان باسكيفيتش في الجبهة القوقازية وهزم الأتراك في معركة أخالزك واستولى على قارص في 23 يونيو، وأرضروم في شمال شرق الأناضول في 27 يونيو والتي وافقت الذكري المائة والعشرين لمعركة بولتافا.
في 2 يوليو أطلق ديبتيش هجوم ترانسبالقان وهو أول هجوم في تاريخ روسيا منذ حملات القرن العاشر التي قام بها سفياتوسلاف الأول. زحف 35,000 من الروس خلال الجبال وداروا حول شوميا المحاصرة في طريقهم إلى القسطنطينية. استولى الروس على بورغاس بعد عشرة أيام، وتم تحديد اتجاه التعزيزات التركية قرب سليفن في 31 يونيو. بحلول 22 أغسطس كان الروس قد استولوا على أدرنة مما أدى إلى هرب السكان المسلمين من المدينة. تضرر القصر العثماني في أدرنة بشكل كبير.

## معاهدة أدرنة
مع تكبده لهذه الخسائر المتلاحقة قرر السلطان العثماني البحث عن السلام. أعطت معاهدة أدرنة في 14 سبتمبر 1829 روسيا معظم الساحل الشرقي للبحر الأسود ومدخل الدانوب. اعترفت تركيا بسيادة روسيا على أجزاء في شمال غرب أرمينيا اليوم. حققت صربيا الحكم الذاتي وتم السماح لروسيا باحتلال مولدوفيا ووالاشيا (لضمان الرخاء وتحقيق "حرية التجارة") حتى دفعت تركيا تعويضات كبيرة. ظلت مولدوفيا ووالاشيا أراض روسية حتى حرب القرم. تم إلغاء تجارة العبيد خلال هذه الفترة. ظهرت المخاوف حول المضيق بعد أربع سنوات عندما وقت القوتان معاهدة هنكار إسكله سي.

## الجبهة القوقازية
على الرغم من أن القتال الرئيسي كان في الغرب، إلا أن الجبهة القوقازية شهدت الكثير من الأحداث. كان أهداف باسكيفيتش الرئيسية هي تقييد القوات التركية قدر المستطاع، ليستولي على الحصون التركية على ساحل البحر الأسود والتي تساعد الشركس كما أنها قد تُستخدم لإنزال القوات، كما أراد دفع الحدود غربا حتى نقطة مرجوة. كانت معظم القوات التركية تحت قيادة باشا أخالتسيخ الشبه مستقل والذي يحكم التلال. قارص ولكونها على أرض مرتفعة، فقد كانت عقبة في الطريقة من أخالتسيخ إلى إرضروم المدينة الرئيسية في شرق تركيا. انتهت الحرب الروسية الفارسية لتوها، والتي قد أزالت خطرا كبيرا. لأن ثلثي قواته كانت مقيدة في حماية القوقاز ومراقبة الفرس، فلم يكن لديه سوى 15,000 رجل لقتال الأتراك. أجل الأتراك الهجوم حتى يكتسب بعض الوقت في نقل القوات والمؤن غربا واحتشد في غيومري على الحدود.
يونيو 1828:قارص: في 14 يونيو انطلق ياسكيفيتش نحو قارص التي تقع على بعد 40 ميلا في الاتجاه الجنوبي الغربي والتي يحميها 11,000 رجل و151 مدفعا. كان الاستيلاء على قارص صدفة تقريبا حيث أنه أثناء مناوشة في ضواحي منطقة الرماة، أمر لابنستيف بالتقدم دون أمر من السلطات. انطلق باقي الرماة الأتراك للمساعدة عندما رأوا هجوم لابتستيف. استمر الهجوم في جذب المزيد من الرماة حتى فاق عددهم الروس في هذه المنظقة دون حماية في باقي المناطق. تم اختراق السور من منطقة أخرى وبعد فترة قصيرة لم يبق للأتراك سوى القلعة. وعند الساعة العاشرة من يوم 23 يونيو استسلمت القلعة. خسر الروس 400 ما بين قتيل وجريح. كان كيوس باشا حاكم أرضروم على بعد ساعة واحدة من قارص، وعندما علم بالأنباء انسحب إلى آرداهان.
يوليو 1828: أخالكالاكي: انطلق باسكيفيتش نحو أرضروم ثم زحف على آخالكالاكي. تحت القصف، أضعفت معنويات الحامية المكونة من ألف رجل وحاول نصفهم الهرب عن طريق إنزال أنفسهم من الأسوار باستخدام الحبال، إلا أن معظمهم لقي حتفه. استخدم الروس نفس الحبال لتسلق الأسوار واستسلم باقي الحامية المكون من 300 رجل (24 يوليو).
أغسطس 1828: آخالتسيخه: على بعد 40 ميلا غرب أخالتسيخه، كان هناك قوة قوامها 10,000 رجل بقيادة الباشا شبه المستقل. قامت الحامية بحماية بوريومي جورج التي تؤدي إلى شمال شرق جورجيا. بدلا من أخذ الطريق الرئيسي والذي يمر جنوب غرب إلى آرداهان ثم شمالا، زحف باسكيفيتش والقوة المكونة من 8000 جندي لمدة ثلاثة أيام خلال ريف غير ممهد ووصلوا أخالتسيخه في 3 أغسطس. في اليوم التالي عسكر كيوس باشا والثلاثون ألف رجل على مسافة أربعة أميال من الحصن. باسكيفيتش ولكونه محاط بجيشين يفوقانه عددا، اتجه نحو كيوس. بعد معركة استمرت ليوم كامل، جُرح كيوس وهرب 5000 من قوات المشاة إلى الحصن وتشتت باقي الأتراك جنوبا إلى آرداهان. غنم الروس غنائم كبيرة وخسروا 531 رجل فيهم جنرال. هنا بدأ الحصار. كان لأخالتسيخه ثلاثة خطوط دفاعية: الحصن والقلعة والمدينة نفسها. المدينة بشوارعها المتعرجة والوديان والحصون جعلت المدينة حصنا في ذاتها. بدأ الهجوم عند الرابعة صباحا، حيث دافع المدنيون عن أنفسهم كما أمكنهم وبحلول الليل كانت المدينة تلتهما النيران. في أحد المساجد أُحرق 400 شخص حتى الموت. بحلول فجر يوم 16 أغسطس كانت المدينة المدمرة في أيدي الروس. في 17 أغسطس استسلم كيوس باشا للوضع أنه هو و4000 رجل ينسحبون ومعهم أسلحتهم وممتلكاتهم. خسر الروس حوالي 600 رجل بينما خسر الأتراك حوالي 6000. في الصباح التالي تم الاستيلاء على قلعة أتصخور التي تحكمت في بوريومي جورج والتي تؤدي إلى أخالتسيخه في الشمال الشرقي لجورجيا. في 22 أغسطس أصبحت آرداهان المحتلة طريق الربط بين أخالتسيخه وأخالكالاكي إلى طريق قارص أرضروم. لعدم رؤيتهم أي فرص أخرى أجل الروس الإكمال إلى الربع الشتوي.
على ساحل البحر الأسود، تم الاستيلاء على أنابا في 12 يونيو وبوتي في 15 يونيو. بحلول سبتمبر استولى تشافشادفاتسه على دوغبايزيد بعد قليل من المقاومة. في آخر أيام سبتمبر احتل الروس غوريا.
| الحرب الروسية التركية (1828-1829) | ورفرفت رايات قداستك على منابع الفرات. – باسكيفيتش | الحرب الروسية التركية (1828-1829) |

1829: تم استبدال كيوس باشا بصالح باشا وحقي باشا كمندوب له. في الشتاء ذهب باسكيفيتش إلى سانت بطرسبيرغ بخطة للغزو الكامل للأناضول، إلا أنها رُفضت. سيتم إرسال 20000 مجند إلى القوقاز إلا أنهم لن يكونوا مستعدين قبل آخر الصيف. في 30 يناير قام حشد بقتل السفراء الروسيين في طهران بما فيهم ألكسندر جريبويدوف. كان الطرفان أكثر حكمة من بدء حرب جديدة إلا أن الإمكانية قيدت بعضا من الجيش الروسي. في 21 فبراير قام أحمد بيه حاكم هولو ومعه 15000 من شعب اللاز والأجاريين باحتلال مدينة أخالتسيخه وذبح كل الأرمن من السكان وحاصر الحصن. بعد اثني عشر يوما أجبر بورتسيف بيورمي جورج وشعب اللازم على الهرب مع ما نهبوه. دفع الجنرال هيسي التقدم التركي للخلف ثانية من باتوم واستولى على المخيم التركي جنوب بوتي. في الجنوب الشرقي تم صار بايزيد بواسطة باشا فان. بدأ التقدم التركي الرئيسي في وسط النهار. اقترب كياغي بيك من آدراهان إلا أنه أُجبر على العودة شمالا إلى أدجاريا حيث هدد أخالتسيخه. هُزم في ديغور جنوب أخالتسيخه وانطلق الروسيون جنوبا لينضموا إلى باكيفيتش في قارص.
يونيو 1829: ساغانلوغ وأرضروم: في 13 يونيو ترك باسكيفيتش قارص وانطلق نحو أرضروم بقوة مكونة من 12340 من المشاة و5785 من الفرسان و70 مدفعا. امتلك الأتراك 50000 رجل منهم 30000 من قوات المشاة المجندين حديثا. وقفوا بين حسنكال وزيفين على طريق إرضروم وقارص. في اتجاه الشرق من الطريق كانت هناك قوة تحت قيادة هاجي باشا مكونة من 20000 رجل لقطع طريق ميليدوز إلى جبل ساغانلوغ.  اختار باسكيفيتش أخذ الطريق الأقل إلى الشمال ليضع نفسه قرب زيفين بين الجيشين وهاجم هاجي باشا من المؤخرة. كانت هناك مناورات معقدة. عند الساعة السابعة مساء في يوم 19 يونيو هاجم باسكيفيتش وهزم الجيش الغربي هزيمة منكرة. في اليوم التالي اتجه نحو الشرق وقبض على هاجي باشا و19 مدفعا، إلا أن معظم رجاله استطاعوا الهرب. مع بعد الجيوش عنه، اتجه نحو أرضروم. في يوم 27 يونيو استسلمت المدينة العظيمة التي لم تشهد جنودا مسيحيين داخل أسوارها منذ خمسة قرون.
1829: ما بعد أرضروم: من أرضروم كان الطريق الرئيسي (في الشمال الشرقي خلال بايبورت وهارت إلى تريبيزوند على الساحل) طريق صعب للغاية لا يمكن قطعه سوى بواسطة الأسطول والذي كان مشغولا على ساحل بلغاريا. في يوليو أخذ بورتسيف هذا الطريق وقُتل في هارت. لاستعادة سمعة روسيا دمر باسكيفيتش هارت تماما في 28 يوليو. أرسل باسكيفيتش جيشا غربا ثم استعاده ثم أخذ طريق تريبيزوند ووجد أنه لا يوجد شيء يمكن تحقيقه من هذا الاتجاه ليعود إلى أرضروم. انطلق هيسي شمالا نحو باتوم ثم عاد. انطلق باشا تريبيزوند ضد بايبورت وهُزم في 28 سبتمبر والذي يعتبر آخر أحداث الحرب. تم توقيع معاهدة أدرنة في 2 سبتمبر 1829، إلا أن الأخبار لم تصل باسكيفيتش سوى بعد شهر كامل. في أكتوبر بدأ جيشه الزحف عائدين إلى الوطن. احتفظت روسيا بموانئ أنابا وبوتي، وحدود حصون أتصخور، وأخالكالاكي، وحصن أخالتسيخه، ولكن أعادوا آرداهان وقارص وبايزيد ومعظم باشية أخالتسيخ. في 1855 و1877 كان على الروس إعادة كل أعمال باسكيفيتش من جديد. أحد نتائج الحرب كان هجرة 90,000 أرميني من الأراضي التركية إلى الأراضي الروسية.